# بنجی (بازیکن فوتبال)
بنجی (انگلیسی: Benji؛ زادهٔ ۱۵ مهٔ ۱۹۹۵) بازیکن فوتبال اهل اسپانیا است.
از باشگاه‌هایی که در آن بازی کرده‌است می‌توان به باشگاه فوتبال لاس پالماس اشاره کرد.
وی همچنین در تیم‌های ملی فوتبال Canary Islands autonomous football team و جمهوری دومینیکن بازی کرده‌است.